# Imatran Ketterä
Imatran Ketterä – fiński klub hokejowy z siedzibą w Imatra.

## Historia
Do 2017 zespół występował w rozgrywkach Suomi-sarja, zdobywając w tym roku mistrzostwo tej ligi. W 2017 klub został przyjęty do rozgrywek Mestis.

## Sukcesy
- Złoty medal Suomi-sarja: 2009, 2017
- Srebrny medal Suomi-sarja: 2016
- Puchar Finlandii: 2018, 2019, 2021
- Złoty medal Mestis: 2019, 2021, 2022
- Srebrny medal Mestis: 2023